# Макс-Вебер-Плац (станция метро)
«Макс-Вебер-Плац» (нем. Max-Weber-Platz) — станция Мюнхенского метрополитена, расположенная между станциями «Леэль» на линиях  и  и «Принцрегентенплац» на линии  и «Остбанхоф» на линии . Станция находится в районе Ау-Хайдхаузен (нем. Au-Haidhausen) и имеет три пути и две платформы.

## История
Открыта 27 октября 1988 года в составе участка «Одеонсплац» — «Инсбрукер Ринг». Станция названа, как и площадь над ней, в честь немецкого социолога, историка и экономиста Макса Вебер (нем. Max Weber).

## Архитектура и оформление
Станция мелкого заложения, имеет три пути и две платформы. На боковую платформу приходят поезда из центра и потом расходятся в разных направлениях. На центральный путь островной платформы приходит поезд линии , боковой — линии . Между залами расположен ряд колонн круглого сечения. Потолки облицованы алюминиевыми белыми панелями, а стены станции облицованы серыми и голубыми плитами. Имеет по два выхода на обеих концах платформ с общими подземными вестибюлями. Примерно на высоте человеческого роста по всей путевой стене проходит жёлтая полоса. В западных торцах платформ расположены лифты идущие в вестибюль. В вестибюле станции находится вагон конки.

## Таблица времени прохождения первого и последнего поезда через станцию

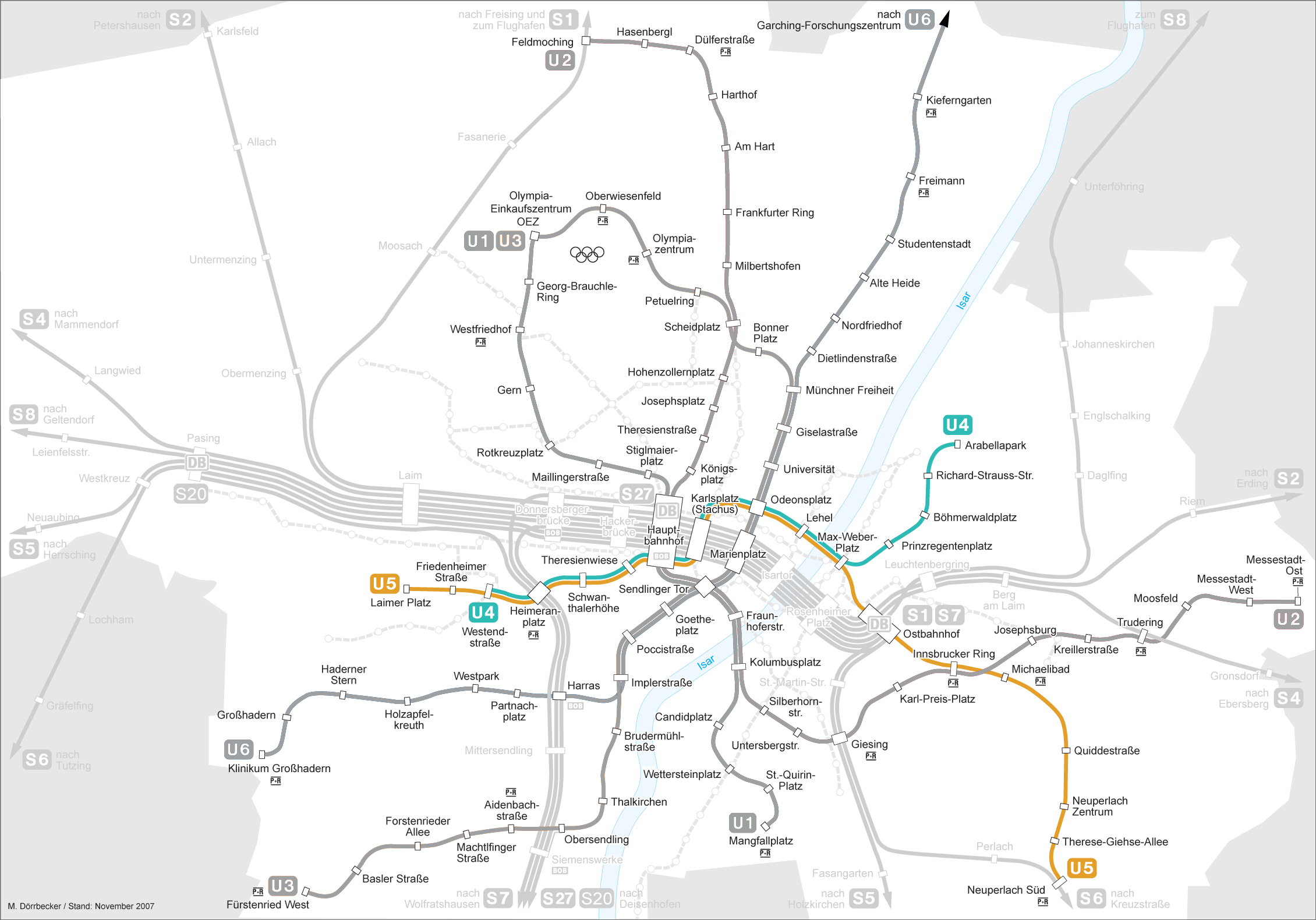
Сеть линий и мюнхенского метро

|                                       | Воскресенье — Четверг (ч:мм) | Пятница — Суббота (ч:мм) |
|                                       | первый                       |                          |
| последний                             |                              |                          |
| В сторону станции «Леэль»             | 4:43                         | 4:43                     |
| В сторону станции «Леэль»             | 1:07                         | 2:07                     |
| В сторону станции «Принцрегентенплац» | 4:24                         | 4:24                     |
| В сторону станции «Принцрегентенплац» | 1:25                         | 2:25                     |
| В сторону станции «Остбанхоф»         | 4:41                         | 4:41                     |
| В сторону станции «Остбанхоф»         | 1:23                         | 2:23                     |

## Пересадки
Проходят трамваи линий 15, 16, 19, 25 и ночной N16 и N19, а также автобусы линий 190 и 191.
| Предыдущая станция | Расстояние | Линия | Расстояние | Следующая станция |
| ------------------ | ---------- | ----- | ---------- | ----------------- |
| Леэль              | 928 м      |       | 791 м      | Принцрегентенплац |
| Леэль              | 928 м      |       | 1080 м     | Остбанхоф         |